# 谢朗河
谢朗河（法語：Chéran，法語發音：[ʃeʁɑ̃]）是法國的河流，位於該國東部，屬於菲耶爾河的左支流，河道全長53.7公里，流域面積350平方公里，平均流量每秒7.8立方米，發源自韦朗斯阿尔韦，河口處在吕米伊。

## 外部連結
- http://www.geoportail.fr（页面存档备份，存于）
- Sandre数据库中的谢朗河（页面存档备份，存于）